# وكالة الأدوية الأوروبية
وكالة الأدوية الأوروبية (EMA) هي وكالة تابعة للاتحاد الأوروبي والمسؤولة عن تقييم المنتجات الطبية والصيدلانية. كان تسمى بين عامي 1995 و2004 باسم الوكالة الأوربية لتقييم المنتجات الطبية.
وكالة الأدوية الأوروبية تعمل بالموازاة مع إدارة الأغذية والأدوية الأمريكية، لكنها لا تحمل صفة المركزية.